# Condado de Alba Real de Tajo
El Condado de Alba Real de Tajo  es un título nobiliario español creado el 24 de abril de 1690 por el rey Carlos II a favor de José de Vega Verdugo del Rincón, Capellán de Honor del Rey, Canónigo de la Iglesia Metropolitana de Santiago de Compostela.

## Condes de Alba Real de  Tajo
|                      | Titular                                            | Periodo              |
| Creado por Carlos II | Creado por Carlos II                               | Creado por Carlos II |
| -------------------- | -------------------------------------------------- | -------------------- |
| I                    | José de Vega-Verdugo y Rincón                      | 1690-1696            |
| II                   | Alonso Vega-Verdugo y Méndez                       | 1698-1705            |
| III                  | Policarpo Vega-Verdugo y Sánchez-Beato de Zendejas | 1713-1769            |
| IV                   | Antonio Vega-Verdugo y Zaporito                    | 1769-1837            |
| V                    | José Vega-Verdugo y Zaporito                       | 1837-1839            |
| VI                   | Juan Carlos Vega-Verdugo y Zaporito                | 1839-1840            |
| VII                  | Manuel Vega-Verdugo y Cardón                       | 1864-1870            |
| VIII                 | Carlos Vega-Verdugo e Hidalgo                      | 1880-1903            |
| IX                   | Felipe Montaner y Maturana                         | 1910-1948            |
| X                    | Joaquín Montaner y Delgado                         | 1950-1985            |
| XI                   | Felipe Francisco Montaner y Barceló                | 1986-actual titular  |

## Historia de los condes de Alba Real de Tajo
- José de Vega-Verdugo y Rincón (1623-1696), I conde de Alba Real de Tajo. Hijo de Alfonso de Vega-Verdugo y Simón (?-1658), hidalgo originario del Valle de Carriedo, y de María del Rincón y Hurtado. A su muerte, deja su mayorazgo a su sobrino Juan Antonio de Ayesa y Vega-Verdugo (hijo de Juan de Ayesa y Equirajazu y de Ana de Vega-Verdugo y Rincón), quien decide cederlo en 1698 a una señora llamada María Nicolasa Fernández de Romaelle y Sánchez-Beato de Zendejas. No obstante, su padre Alonso (por entonces alcalde de Albarreal de Tajo) acaba siendo el titular. Desde entonces, tomaron el apellido del canónigo José, "Vega-Verdugo".
- Alonso Vega-Verdugo y Méndez (1669-1705), II conde de Alba Real de Tajo. Hijo de Domingo Fernández de Romaelle y Fernández del Arco (de Diego Fernández de Romaelle y María Fernández del Arco) y de Ana María Méndez. Casa con Mariana Sánchez-Beato de Zendejas y Delgado, dejándola viuda con cinco hijos conocidos (Policarpo, María Nicolasa, Margarita, José Antonio y Ramón-Antonio). Sucede en el título Policarpo.

- Policarpo Vega-Verdugo y Sánchez-Beato de Zendejas (1705-1769), III conde de Alba Real de Tajo. Le suceden sus respectivos hijos.
- Antonio Vega-Verdugo y Zaporito (?-1837), IV conde de Alba Real de Tajo. Le sucede su hermano.

- José Vega-Verdugo y Zaporito (1765-1839), V conde de Alba Real de Tajo. Le sucede su hermano.

- Juan Carlos Vega-Verdugo y Zaporito (1768-1840), VI conde de Alba Real de Tajo. Casa con Petronila Cardón y Vallejo. Le sucede su hijo.

- Manuel Vega-Verdugo y Cardón (1822-1870), VII conde de Alba Real de Tajo. Casa con Manuela Hidalgo y García. Le sucede su hijo.

- Carlos Vega-Verdugo e Hidalgo (1853-1903), VIII conde de Alba Real de Tajo. Le sucede el nieto de su tía María del Pilar Vega-Verdugo.

- Felipe Montaner y Maturana (1880-1948), IX conde de Alba Real de Tajo. Hijo de Jaime Montaner y Vega-Verdugo (de Jaime Montaner y Morey y María del Pilar Vega-Verdugo y Cardón) y de Elvira Vicenta Maturana y López. Casa con Margarita Delgado y Vilallonga. Le sucede su hijo.

- Joaquín Montaner y Delgado (1918-1985), X conde de Alba Real de Tajo. Casa con Elsa Barceló y Barceló. Le sucede su hijo.

- Felipe Francisco de Montaner y Barceló (1945), XI conde de Alba Real de Tajo. Casa con María Luisa Pou y Riutort.